# Trochosa kaieteurensis
Trochosa kaieteurensis är en spindelart som först beskrevs av Willis J. Gertsch och Wallace 1937.  Trochosa kaieteurensis ingår i släktet Trochosa och familjen vargspindlar.
Artens utbredningsområde är Guyana. Inga underarter finns listade i Catalogue of Life.